# جان دبلیو. کرن
جان دبلیو. کرن (به انگلیسی: John W. Kern) سناتور سابق عضو حزب دموکرات ایالات متحده آمریکا بود. وی در سال ۱۹۱۱ تا ۱۹۱۷ میلادی سناتور ایالت ایندیانا در سنای ایالات متحده آمریکا بود.